# ТЕС Шуайба (SWCC)
20°40′29″ пн. ш. 39°31′34″ сх. д. / 20.67472° пн. ш. 39.52611° сх. д.
ТЕС Шуайба (SWCC) — теплова електростанція на західному узбережжі Саудівської Аравії.
В 1988 році на майданчику станції ввели в експлуатацію 5 парових турбін потужністю по 52,6 МВт, при цьому частина виробленої паровими котлами пари спрямовувалась на 10 ліній з опріснення води, які використовували технологію багатостадійного випаровування (Multi Stage Flash) та мали сукупну потужність 230 тис м3 на добу.
В 2000-му комплекс підсилили другою чергою, що мала 5 парових турбін потужністю по 104 МВт та могла щодобово продукувати 455 тис м3 прісної води.
В 2014-му завершили проект з відновлення опріснювальних ліній першої черги, що мало подовжити очікуваний термін їх експлуатації на 15 років. А у 2023-му оголосили про намір замінити другу опріснювальну чергу на таку, яка використовуватиме більш ефективну технологію зворотного осмосу та матиме продуктивність 545 тис м3 на добу.